# Sportif néerlandais de l'année
Le sportif néerlandais de l'année et la sportive néerlandaise de l'année sont désignés annuellement par leurs pairs parmi une liste composée par des journalistes. L'élection est organisée par le Comité olympique néerlandais.
D'abord attribué à une seule personnalité, masculine ou féminine, de 1951 à 1958, ce prix a été divisé en deux distinctions séparées à partir de 1959, afin de récompenser chaque année un sportif d'une part et une sportive d'autre part. Durant la courte période mixte, deux des huit prix ont été attribués à des femmes : Geertje Wielema en 1954 et Mary Kok (en) en 1955. En 2002, est ajouté un nouveau prix, mixte, pour le sportif ou la sportive handisport de l'année.

## Palmarès

### Sportif de l'année (1951-1958)

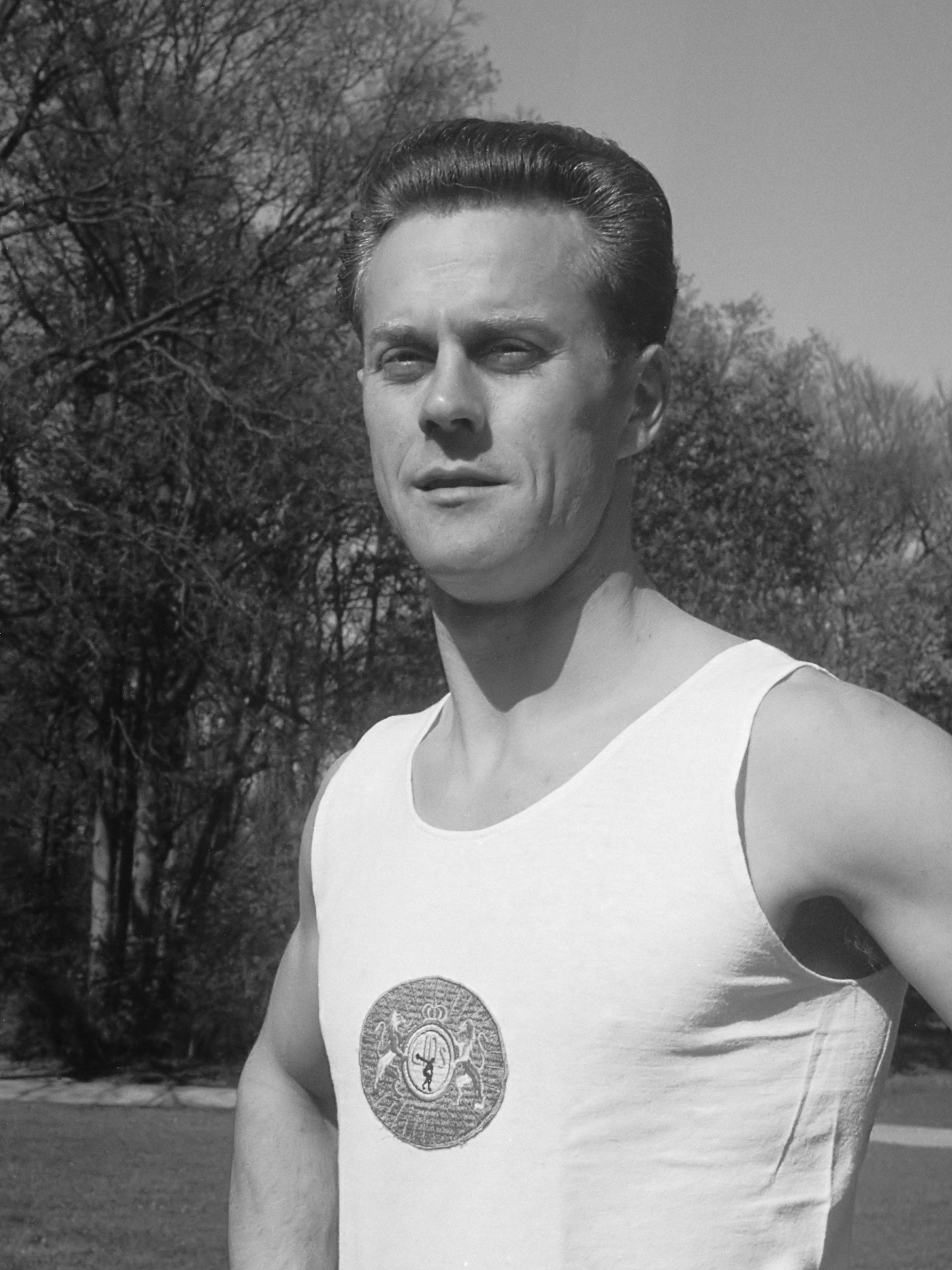
Le sportif de l'année 1956 Klaas Boot.

| Année | Sportif         | Sport       |
| ----- | --------------- | ----------- |
| 1951  | Abe Lenstra     | Football    |
| 1952  | Abe Lenstra     | Football    |
| 1953  | Arie van Vliet  | Cyclisme    |
| 1954  | Geertje Wielema | Natation    |
| 1955  | Mary Kok (en)   | Natation    |
| 1956  | Klaas Boot      | Gymnastique |
| 1957  | Anton Geesink   | Judo        |
| 1958  | Gerrit Schulte  | Cyclisme    |

### Sportif et sportive de l'année (depuis 1959)
| Année | Hommes                            | Sport                                | Femmes                        | Sport                                |
| ----- | --------------------------------- | ------------------------------------ | ----------------------------- | ------------------------------------ |
| 1959  | Arie van Houwelingen              | Cyclisme                             | Sjoukje Dijkstra              | Patinage artistique                  |
| 1960  | Eef Kamerbeek                     | Athlétisme                           | Sjoukje Dijkstra              | Patinage artistique                  |
| 1961  | Anton Geesink Henk van der Grift  | Judo Patinage de vitesse             | Sjoukje Dijkstra              | Patinage artistique                  |
| 1962  | Henk Nijdam                       | Cyclisme                             | Sjoukje Dijkstra              | Patinage artistique                  |
| 1963  | Peter Post                        | Cyclisme                             | Sjoukje Dijkstra              | Patinage artistique                  |
| 1964  | Anton Geesink                     | Judo                                 | Sjoukje Dijkstra              | Patinage artistique                  |
| 1965  | Anton Geesink                     | Judo                                 | Ada Kok                       | Natation                             |
| 1966  | Ard Schenk Kees Verkerk           | Patinage de vitesse                  | Ada Kok                       | Natation                             |
| 1967  | Kees Verkerk                      | Patinage de vitesse                  | Stien Kaiser                  | Patinage de vitesse                  |
| 1968  | Jan Janssen                       | Cyclisme                             | Ada Kok                       | Natation                             |
| 1969  | Tom Okker                         | Tennis                               | Maria Gommers                 | Athlétisme                           |
| 1970  | Ard Schenk                        | Patinage de vitesse                  | Atje Keulen-Deelstra          | Patinage de vitesse                  |
| 1971  | Ard Schenk                        | Patinage de vitesse                  | Willy Stahle                  | Ski nautique                         |
| 1972  | Ard Schenk                        | Patinage de vitesse                  | Ans van Gerven                | Gymnastique                          |
| 1973  | Johan Cruijff                     | Football                             | Enith Brigitha                | Natation                             |
| 1974  | Johan Cruijff                     | Football                             | Enith Brigitha                | Natation                             |
| 1975  | Jos Hermens                       | Athlétisme                           | Dianne de Leeuw               | Patinage artistique                  |
| 1976  | Piet Kleine                       | Patinage de vitesse                  | Keetie van Oosten-Hage        | Cyclisme                             |
| 1977  | Hennie Kuiper                     | Cyclisme                             | Betty Stöve                   | Tennis                               |
| 1978  | Gerrie Knetemann                  | Cyclisme                             | Keetie van Oosten-Hage        | Cyclisme                             |
| 1979  | Jan Raas                          | Cyclisme                             | Petra de Bruin                | Cyclisme                             |
| 1980  | Joop Zoetemelk                    | Cyclisme                             | Annie Borckink                | Patinage de vitesse                  |
| 1981  | Hennie Stamsnijder                | Cyclo-cross                          | Bettine Vriesekoop            | Tennis de table                      |
| 1982  | Gerard Nijboer                    | Athlétisme                           | Annemarie Verstappen          | Natation                             |
| 1983  | Rob Druppers                      | Athlétisme                           | Conny van Bentum              | Natation                             |
| 1984  | Stephan van den Berg              | Planche à voile                      | Ria Stalman                   | Athlétisme                           |
| 1985  | Joop Zoetemelk                    | Cyclisme                             | Bettine Vriesekoop            | Tennis de table                      |
| 1986  | Hein Vergeer                      | Patinage de vitesse                  | Nelli Cooman                  | Athlétisme                           |
| 1987  | Ruud Gullit                       | Football                             | Irene de Kok                  | Judo                                 |
| 1988  | Steven Rooks                      | Cyclisme                             | Yvonne van Gennip             | Patinage de vitesse                  |
| 1989  | Leo Visser                        | Patinage de vitesse                  | Elly van Hulst                | Athlétisme                           |
| 1990  | Erik Breukink                     | Cyclisme                             | Leontien van Moorsel          | Cyclisme                             |
| 1991  | Arnold Vanderlyde Edwin Jongejans | Boxe Plongeon                        | Ingrid Haringa                | Cyclisme                             |
| 1992  | Bart Veldkamp                     | Patinage de vitesse                  | Ellen van Langen              | Athlétisme                           |
| 1993  | Falko Zandstra                    | Patinage de vitesse                  | Leontien van Moorsel          | Cyclisme                             |
| 1994  | Regilio Tuur                      | Boxe                                 | Anky van Grunsven             | Équitation                           |
| 1995  | Danny Nelissen                    | Cyclisme                             | Angelique Seriese             | Judo                                 |
| 1996  | Richard Krajicek                  | Tennis                               | Ingrid Haringa                | Cyclisme                             |
| 1997  | Marcel Wouda                      | Natation                             | Tonny de Jong                 | Patinage de vitesse                  |
| 1998  | Gianni Romme                      | Patinage de vitesse                  | Marianne Timmer               | Patinage de vitesse                  |
| 1999  | Pieter van den Hoogenband         | Natation                             | Leontien Zijlaard-van Moorsel | Cyclisme                             |
| 2000  | Pieter van den Hoogenband         | Natation                             | Leontien Zijlaard-van Moorsel | Cyclisme                             |
| 2001  | Erik Dekker                       | Cyclisme                             | Inge de Bruijn                | Natation                             |
| 2002  | Jochem Uytdehaage                 | Patinage de vitesse                  | Verona van de Leur            | Gymnastique                          |
| 2003  | Erben Wennemars                   | Patinage de vitesse                  | Leontien Zijlaard-van Moorsel | Cyclisme                             |
| 2004  | Pieter van den Hoogenband         | Natation                             | Leontien Zijlaard-van Moorsel | Cyclisme                             |
| 2005  | Yuri van Gelder                   | Gymnastique                          | Edith van Dijk                | Natation                             |
| 2006  | Theo Bos                          | Cyclisme                             | Ireen Wüst                    | Patinage de vitesse                  |
| 2007  | Sven Kramer                       | Patinage de vitesse                  | Marleen Veldhuis              | Natation                             |
| 2008  | Maarten van der Weijden           | Natation                             | Marianne Vos                  | Cyclisme                             |
| 2009  | Epke Zonderland                   | Gymnastique                          | Marianne Vos                  | Cyclisme                             |
| 2010  | Mark Tuitert                      | Patinage de vitesse                  | Nicolien Sauerbreij           | Snowboard                            |
| 2011  | Epke Zonderland                   | Gymnastique                          | Ranomi Kromowidjojo           | Natation                             |
| 2012  | Epke Zonderland                   | Gymnastique                          | Ranomi Kromowidjojo           | Natation                             |
| 2013  | Epke Zonderland                   | Gymnastique                          | Marianne Vos                  | Cyclisme                             |
| 2014  | Arjen Robben                      | Football                             | Ireen Wüst                    | Patinage de vitesse                  |
| 2015  | Sjinkie Knegt                     | Patinage de vitesse sur piste courte | Dafne Schippers               | Athlétisme                           |
| 2016  | Max Verstappen                    | Sport automobile                     | Sanne Wevers                  | Gymnastique                          |
| 2017  | Tom Dumoulin                      | Cyclisme                             | Dafne Schippers               | Athlétisme                           |
| 2018  | Kjeld Nuis                        | Patinage de vitesse                  | Suzanne Schulting             | Patinage de vitesse sur piste courte |
| 2019  | Mathieu van der Poel              | Cyclisme                             | Sifan Hassan                  | Athlétisme                           |
| 2021  | Max Verstappen                    | Sport automobile                     | Sifan Hassan                  | Athlétisme                           |
| 2022  | Max Verstappen                    | Sport automobile                     | Irene Schouten                | Patinage de vitesse                  |
| 2023  | Mathieu van der Poel              | Cyclisme                             | Femke Bol                     | Athlétisme                           |
| 2024  | Harrie Lavreysen                  | Cyclisme                             | Sifan Hassan                  | Athlétisme                           |